# 大麻比古神社

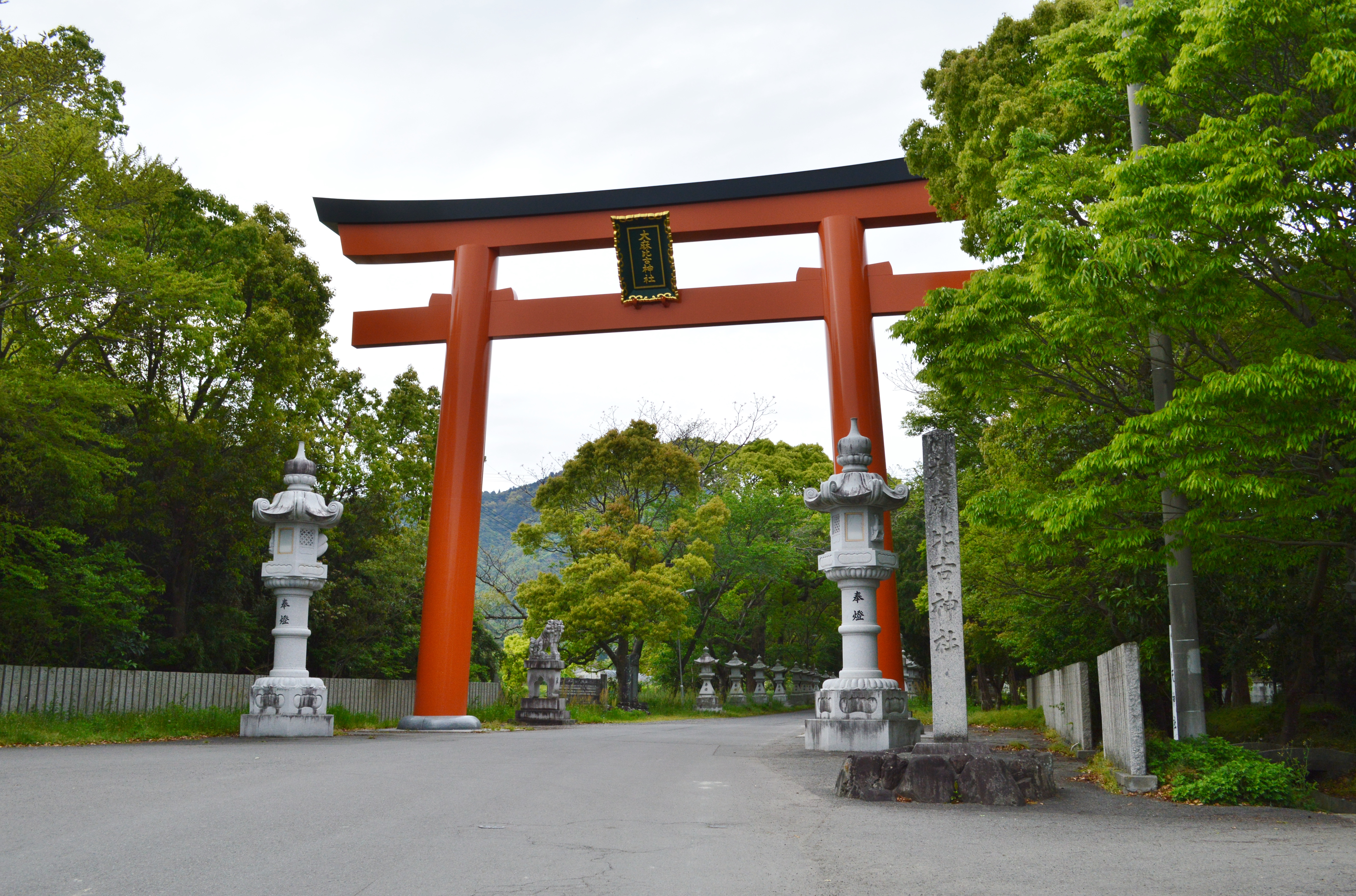
大鳥居

大麻比古神社（おおあさひこじんじゃ）は、徳島県鳴門市大麻町板東にある神社。式内社（名神大社）、阿波国一宮。旧社格は国幣中社で、現在は神社本庁の別表神社。
通称として「大麻さん」とも呼ばれ、阿波国・淡路国両国の総鎮守として、現在は徳島県の総鎮守として信仰を集める。境内は大麻山県立自然公園に指定されている。

## 祭神
主祭神
- 大麻比古神 - 天日鷲命の子で、阿波忌部氏の祖とされる。

配祀神
- 猿田彦大神 - 古くから大麻山に祀られており、のちに合祀されたとされる。

『日本の神々 -神社と聖地- 2 山陽・四国』（以下、『日本の神々』）によれば、古くは室町時代成立の『大日本国一宮記』にあるように祭神は猿田彦大神とされ、文化12年（1815年）の『阿波国式社略考』にも見られるように、概して卜部系の考え方は猿田彦大神で統一されているのだと言う。『日本の神々』では、これに対し、神社・神主の側では享保14年（1729年）と宝暦4年（1754年）に郡代奉行へ「御神体猿田彦大神と崇め奉り候ふ儀、なおまた秘説これあり候へども・・・」と上書したように、猿田彦大神は大麻山山頂にあったのを合祀したもので本来の主祭神は天日鷲命（あめのひわしのみこと）であると、猿田彦大神を暗に否定して阿波忌部氏の祖神に付得する努力を続けてきたようだ、と述べている。
『日本書紀』の神代巻では阿波忌部氏の遠祖は天日鷲命であるとし、『古語拾遺』では天富命（あめのとみのみこと）をして、天日鷲命の孫を率いて、肥饒の地を求めて阿波国に遣わし、穀・麻の種を殖わせしめたとしているが、『日本の神々』によると阿波国の国学者野口年長は、安房国下立松原神社に伝わる忌部氏系図から、大麻比古命は天日鷲命の子でまたの名を津咋見命（つくいみのみこと）と言い、その娘は千鹿江比売命（ちかえひめのみこと）であるとの説を提唱したのだと言う。
明治時代以前は猿田彦大神と阿波忌部氏の祖の天日鷲命とされていた祭神を、明治以後は猿田彦大神と古伝に基づいた天太玉命としたが、『日本の神々』によれば、山口定実が忌部氏祖神説の傾向をさらに発展させて唱えた「天日鷲命は阿波忌部の祖先であるから、（忌部神社は）忌部の社または地名により麻植の命と申すのに対して、（当社は）太祖天太玉命を祀って大麻比古神と申す」との説が、現在の大麻信仰の基礎となっているのだと言う。
同書では、神話において、天孫降臨に五伴緒の一人として随伴した天津神の天太玉命と、その行く手に現れた国津神の猿田彦大神は本来別系統の神であり、本質的には対立する関係の両神が同一社地に祀られている理由は必ずしも明らかではないと述べる一方で、猿田彦大神が祀られた事情を次のように推測している。
下立松原神社の忌部氏系図では大麻比古命は別名を津咋見命、その娘を千鹿江比売命としているが、この神性は「津咋霊（ツクイミ）」と「近江（チカエ）」でいずれも港に関係した名を負う神である。当社の場合、忌部氏勢力の衰退と共に津咋見命の性格が忘れ去られて行き、経済の発展と共にますます重要視されてきた港の神・交通の神としての機能が特に残ったものと考えられる。忌部氏が没落すると、室町時代に民間流行した庚申信仰により、巷の神・交通の神である猿田彦大神の神性が付会されたのであろう、としている。

## 歴史
社伝によれば、神武天皇の御代、天太玉命の御孫の天富命が阿波忌部氏の祖を率いて阿波国に移り住み、麻・楮の種を播殖してこの地を開拓、麻布木綿を生産して殖産興業と国利民福の基礎を築いたことにより祖神の天太玉命（大麻比古神）を阿波国の守護神として祀ったのが当社の始まりだと言う。
『日本三代実録』貞観元年（859年）1月27日の条によれば、当社は従五位下から従五位上へ神階が陞叙されている。『日本三代実録』の記事によれば、さらに当社は貞観9年（867年）4月23日の条で正五位上、元慶2年（878年）4月14日の条で従四位下、元慶7年（883年）11月1日の条で従四位上に神階を進めている。延長5年（927年）には『延喜式神名帳』により式内社、名神大社へ列格された。
平安時代から鎌倉時代にかけて、神仏習合思想に基づき神社を実質的に運営する神宮寺が各地で置かれたが、『諸国一の宮』では四国八十八箇所の第一番札所霊山寺が当社の神宮寺であったと述べている。しかし、『中世諸国一宮制の基礎的研究』では、別当寺は不詳であるとしている。
『朝野群載 巻6』には、神事に過穢があったことにより阿波国の大麻神が祟り給うたので、使者を遣わし中祓いを科して祓い清めるべしとの承暦4年（1080年）6月10日付けの神祇官奏上が記載されている。
室町時代に成立したとされる『大日本国一宮記』には当社が阿波国一宮として記載されているが、『中世諸国一宮制の基礎的研究』では、南北朝時代に、伝統的な社格を誇り細川氏の守護所にも近かった当社が、敵対勢力であった一宮氏が神主を世襲していた一宮神社に代わる新たな阿波国一宮としての地位を得ることになった、と考察している。
『全国一の宮めぐり』によれば室町時代には細川氏や三好氏、江戸時代には徳島藩主蜂須賀家の庇護を受けたとしている。また、享保4年（1719年）には最高位の正一位の神階が陞叙されている。
明治6年（1873年）に国幣中社へ列格し、明治13年（1880年）に本殿以下が国費を持って造営された。
大正8年（1919年）、本殿の裏に石築アーチ橋が竣工した。この橋は第一次世界大戦の捕虜として板東俘虜収容所に収監されていたドイツ兵が帰国の際に彼らの提案と工事により建設されたことから、ドイツ橋と呼ばれている。
第2次世界大戦後に旧社格が廃止された後は神社本庁が包括する別表神社となり、昭和45年（1970年）には氏子崇敬者の寄進により祝詞殿・内拝殿・外拝殿が築造された。

## 境内

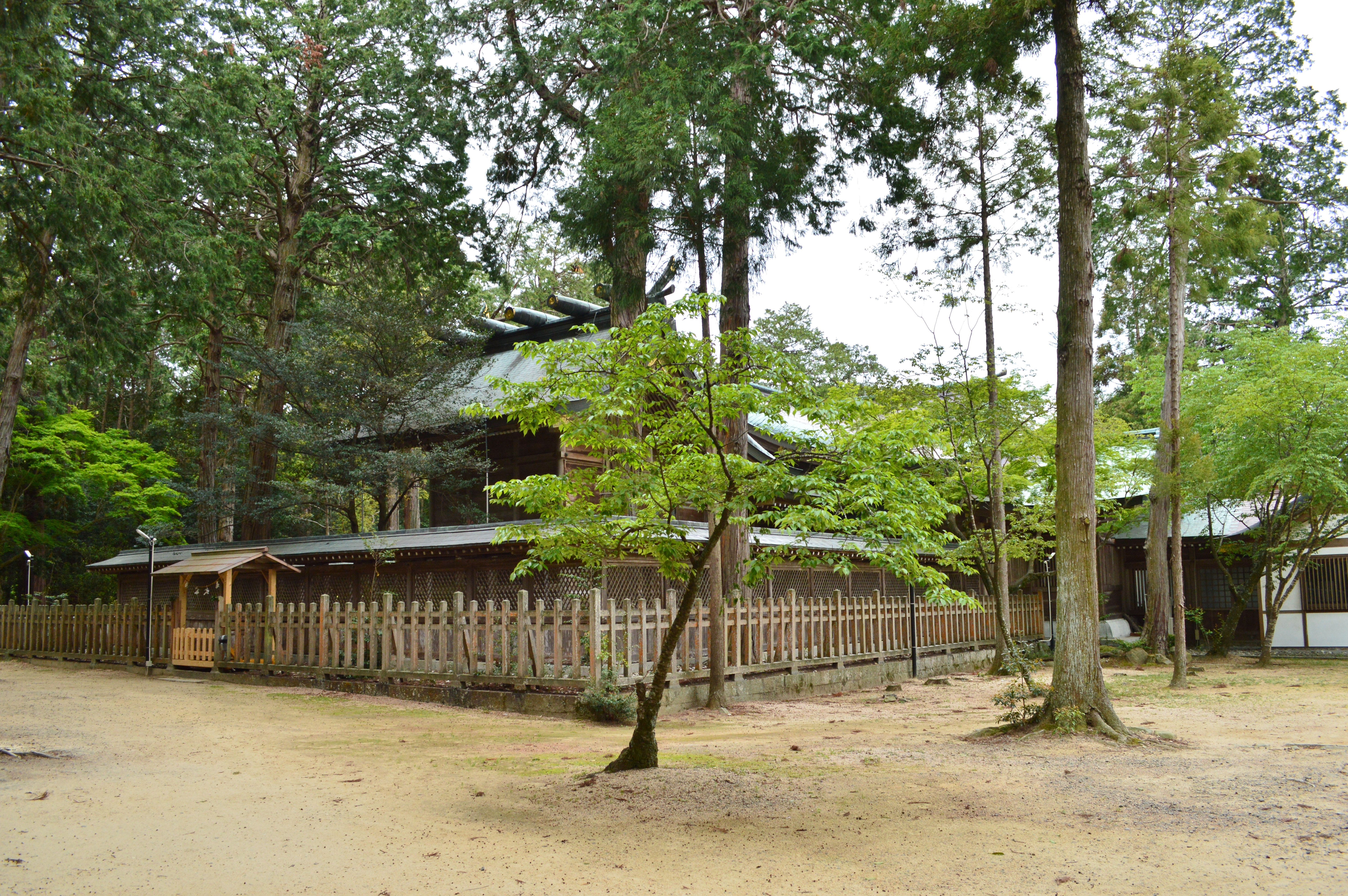
本殿

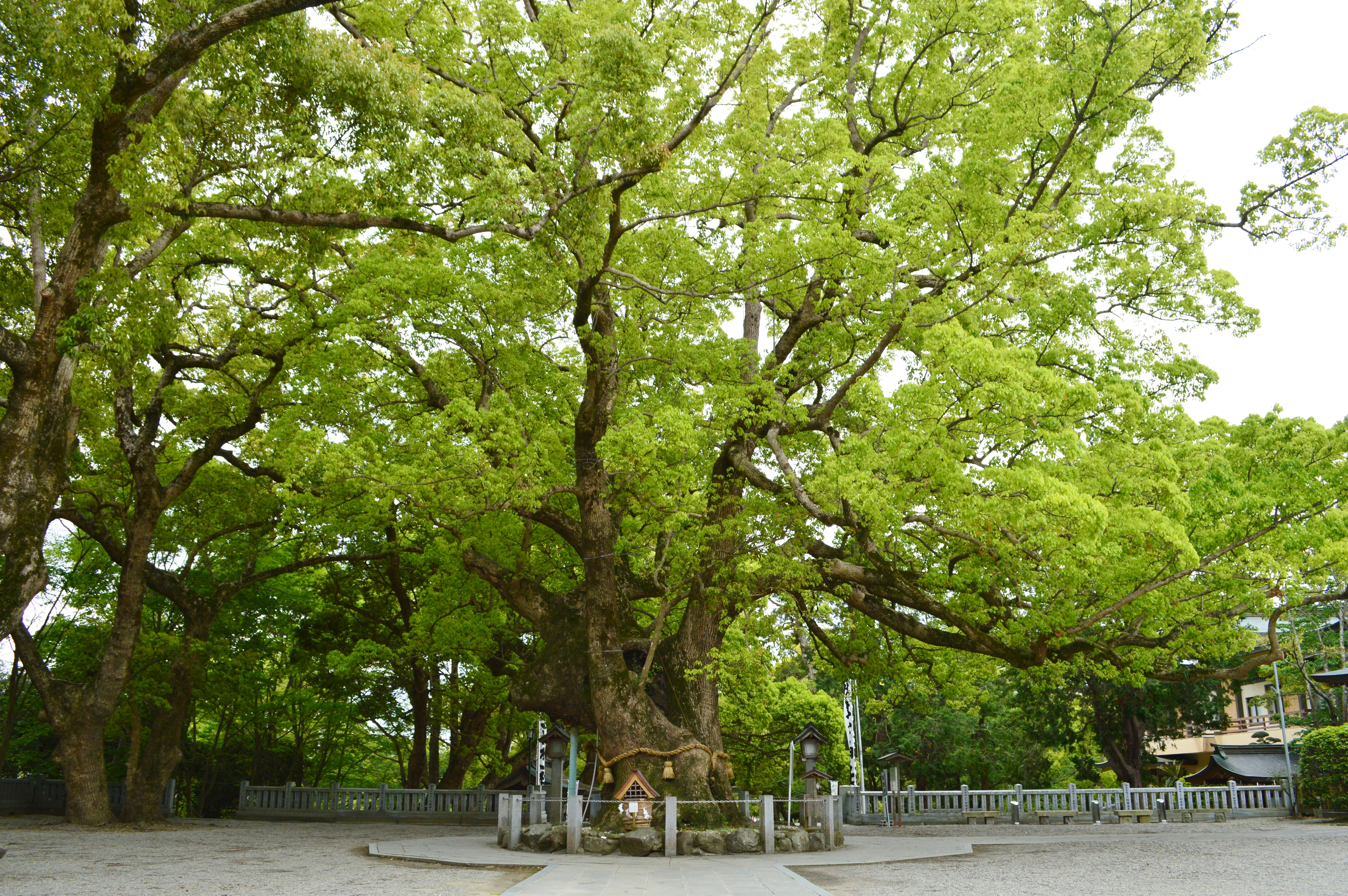
大楠（鳴門市指定天然記念物）

- 本殿 - 明治13年（1880年）に国費を以って再建。
- 内拝殿・外拝殿 - 昭和45年（1970年）再建。
- 祝詞殿 - 昭和45年（1970年）再建。
- 古神札納所
- 神庫
- 神馬舎
- 社務所
- 授与所
- 奥宮逢拝所
- 参集殿
- 大楠 - 樹齢1000年以上といわれる神木。鳴門市指定天然記念物。
- ドイツ橋 - 「ドイツ橋」を参照。
- メガネ橋 - 大正時代、板東俘虜収容所に収監されていたドイツ兵による建築。
- 大鳥居 - 霊山寺の脇を通り、高松自動車道の高架をくぐると見える。ここから約800mに渡って松並木の参道が続く。平成14年鋼管製で再建。高さ14.6m。
- 奥宮峯神社 - 標高538mの大麻山（おおあさやま）頂上に鎮座。約1時間半の登山。

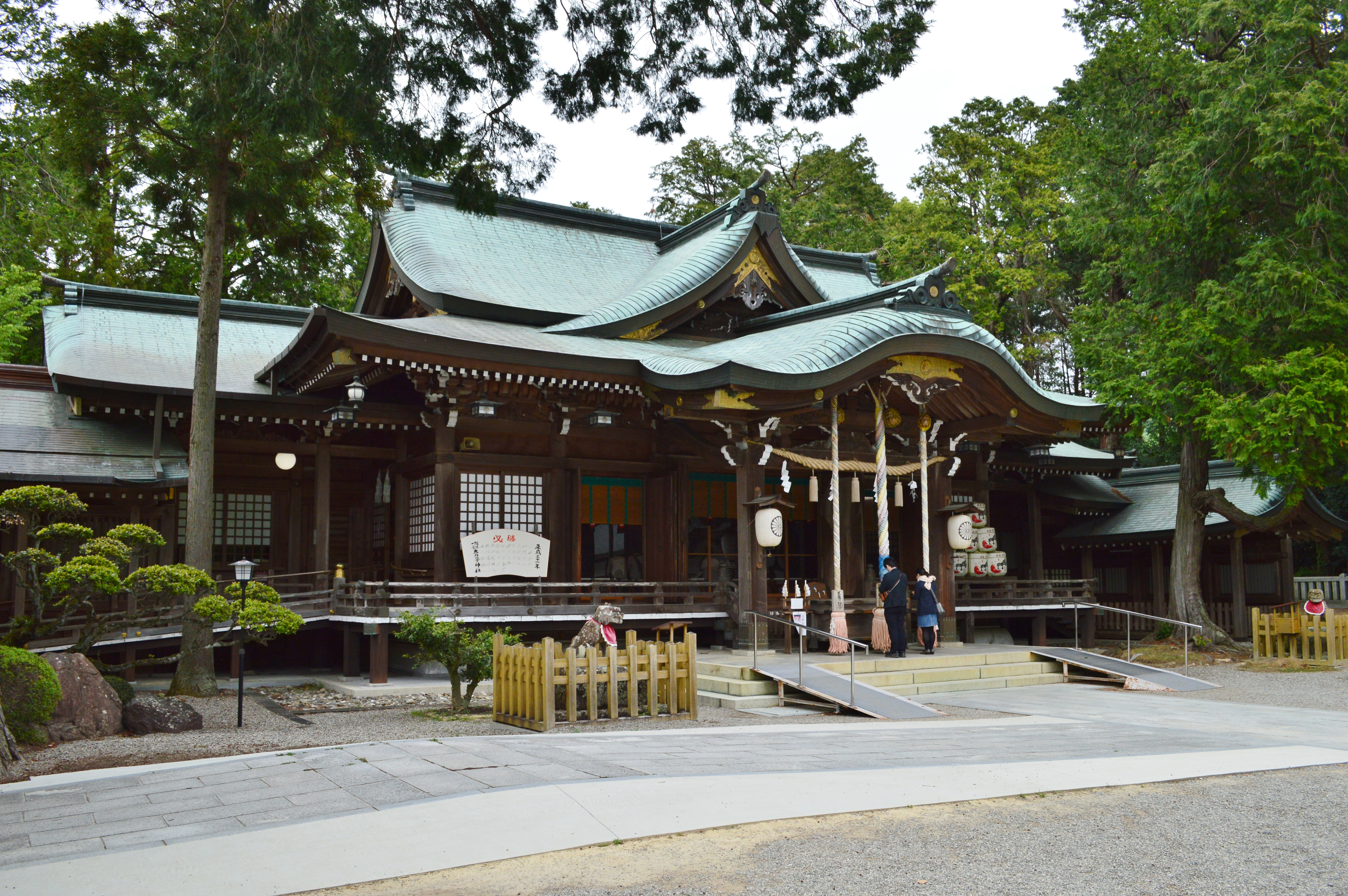
外拝殿
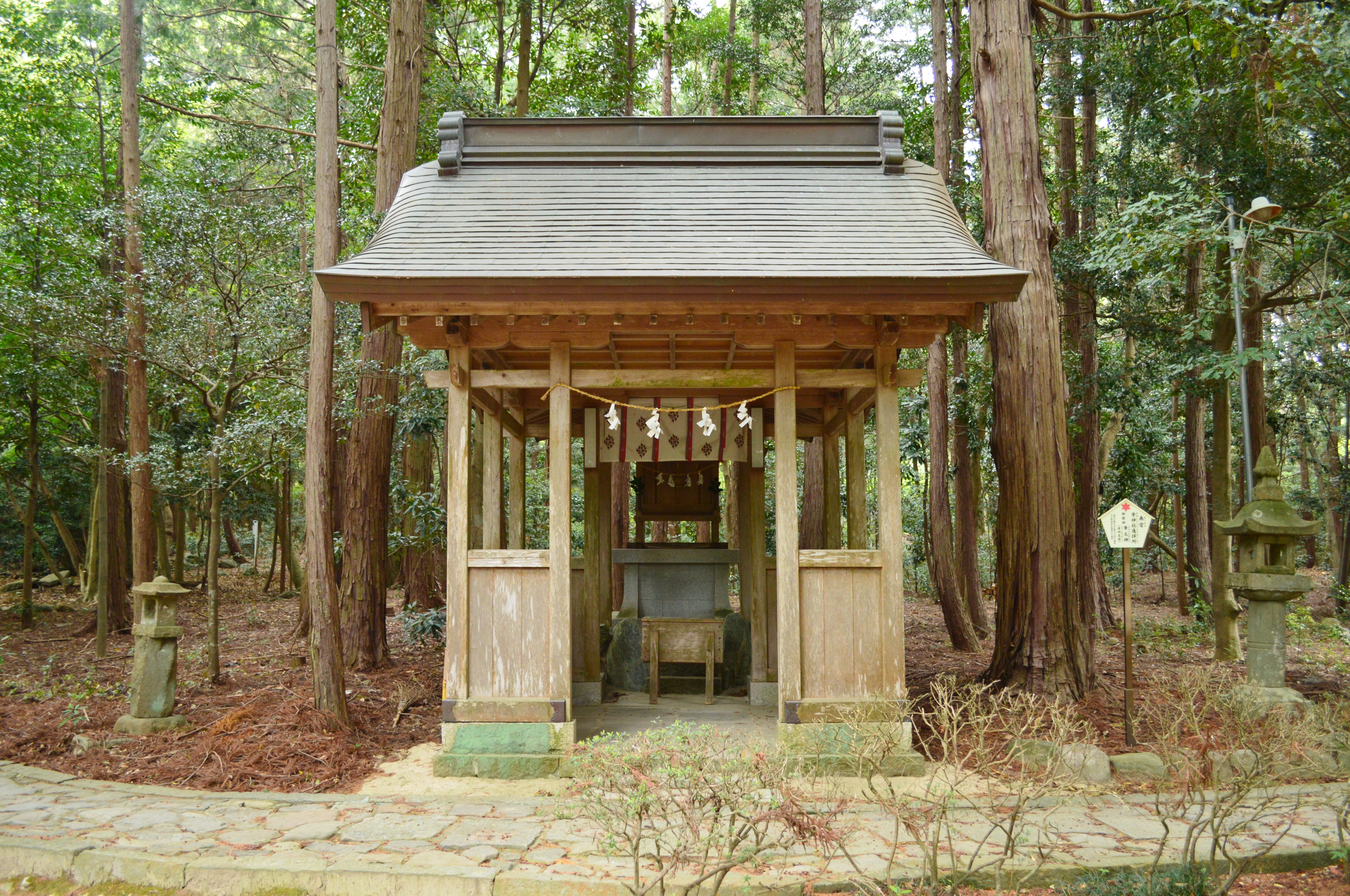
奥宮逢拝所
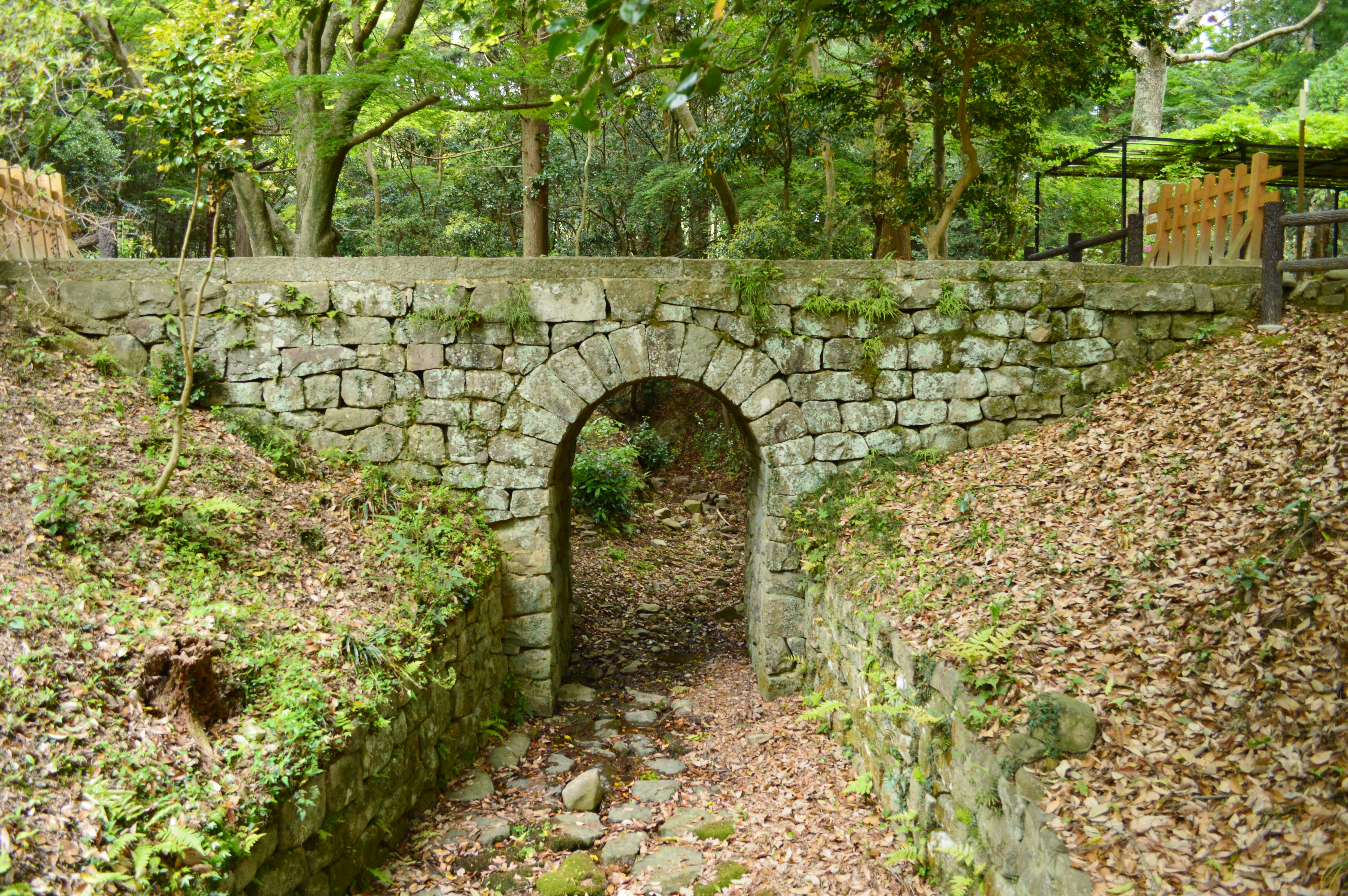
ドイツ橋（徳島県指定史跡）
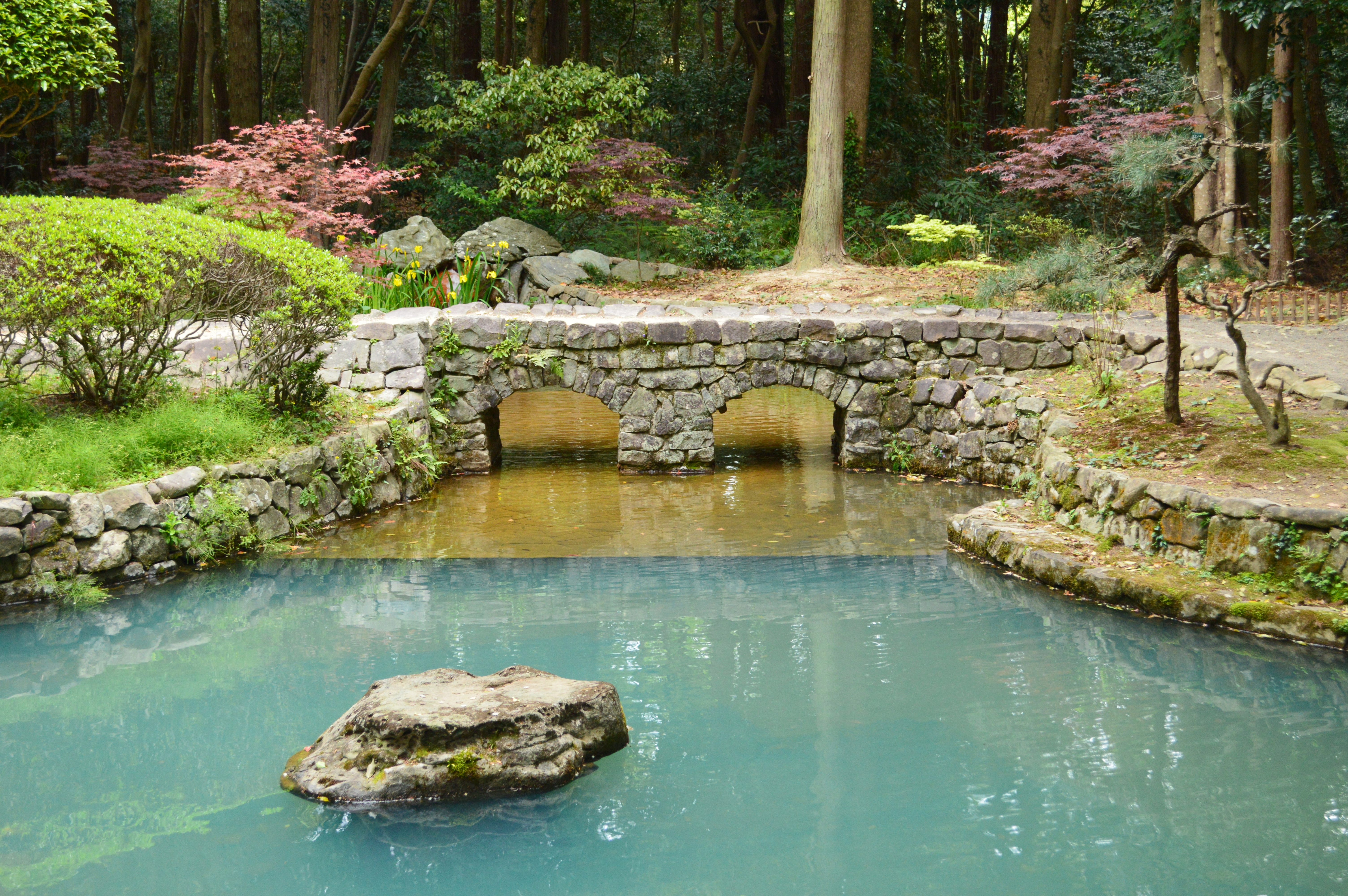
メガネ橋
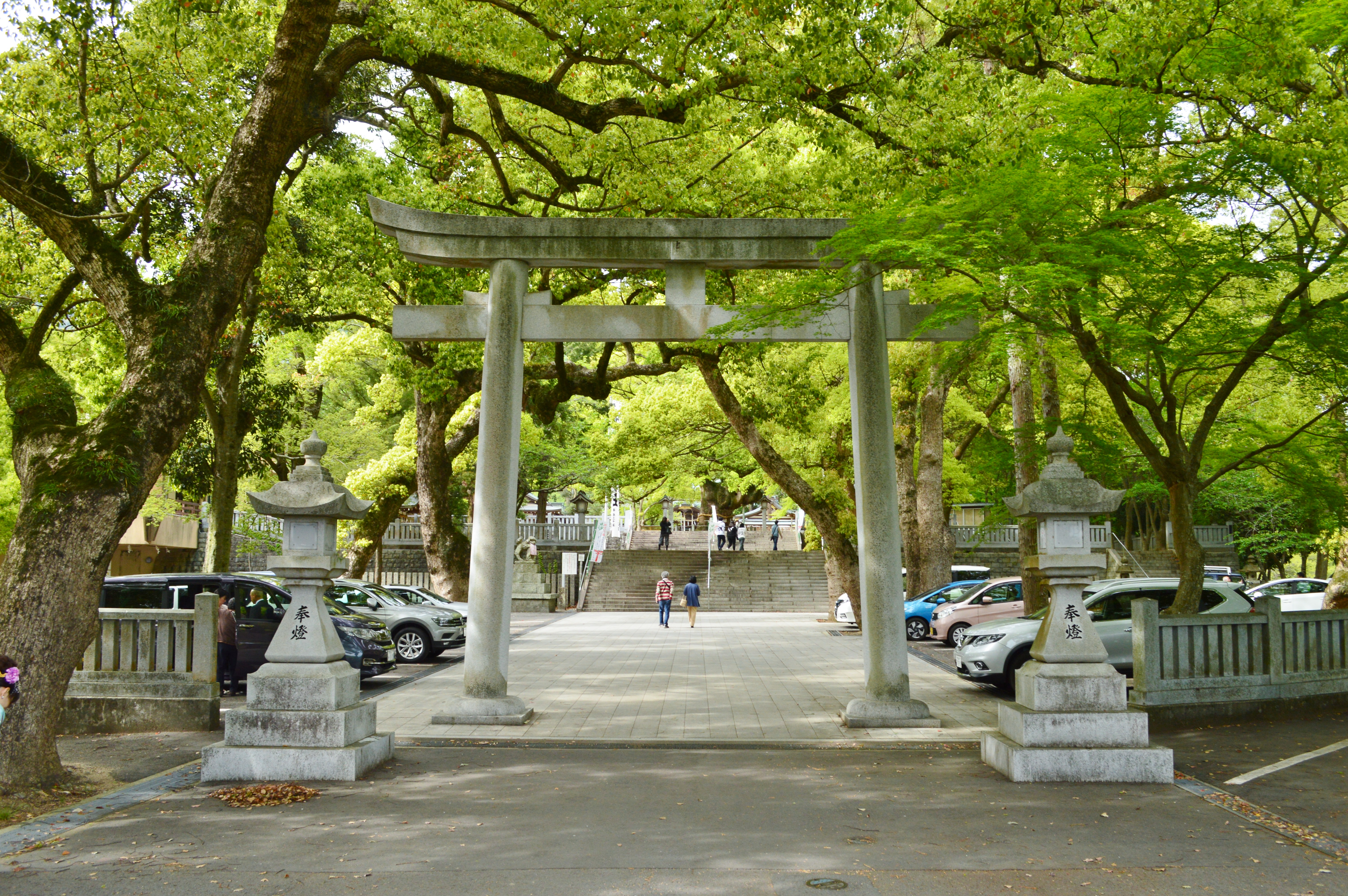
境内鳥居
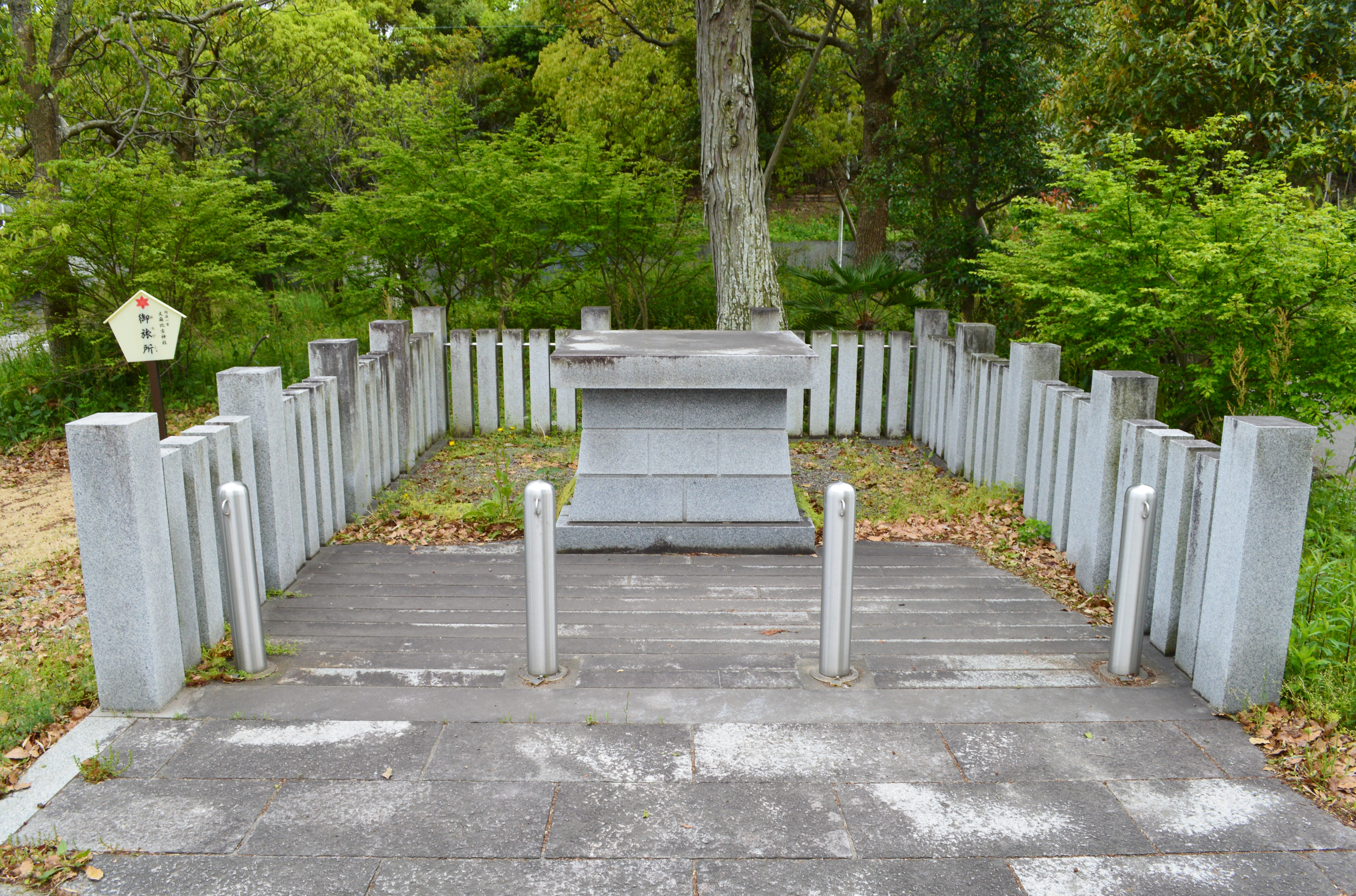
御旅所

## 摂末社
境外摂社
- 宇志比古宇志比売神社（鳴門市大麻町板東牛ノ宮東） - 式内社「宇志比古神社」。

境内末社
- 西宮社
- 水神社

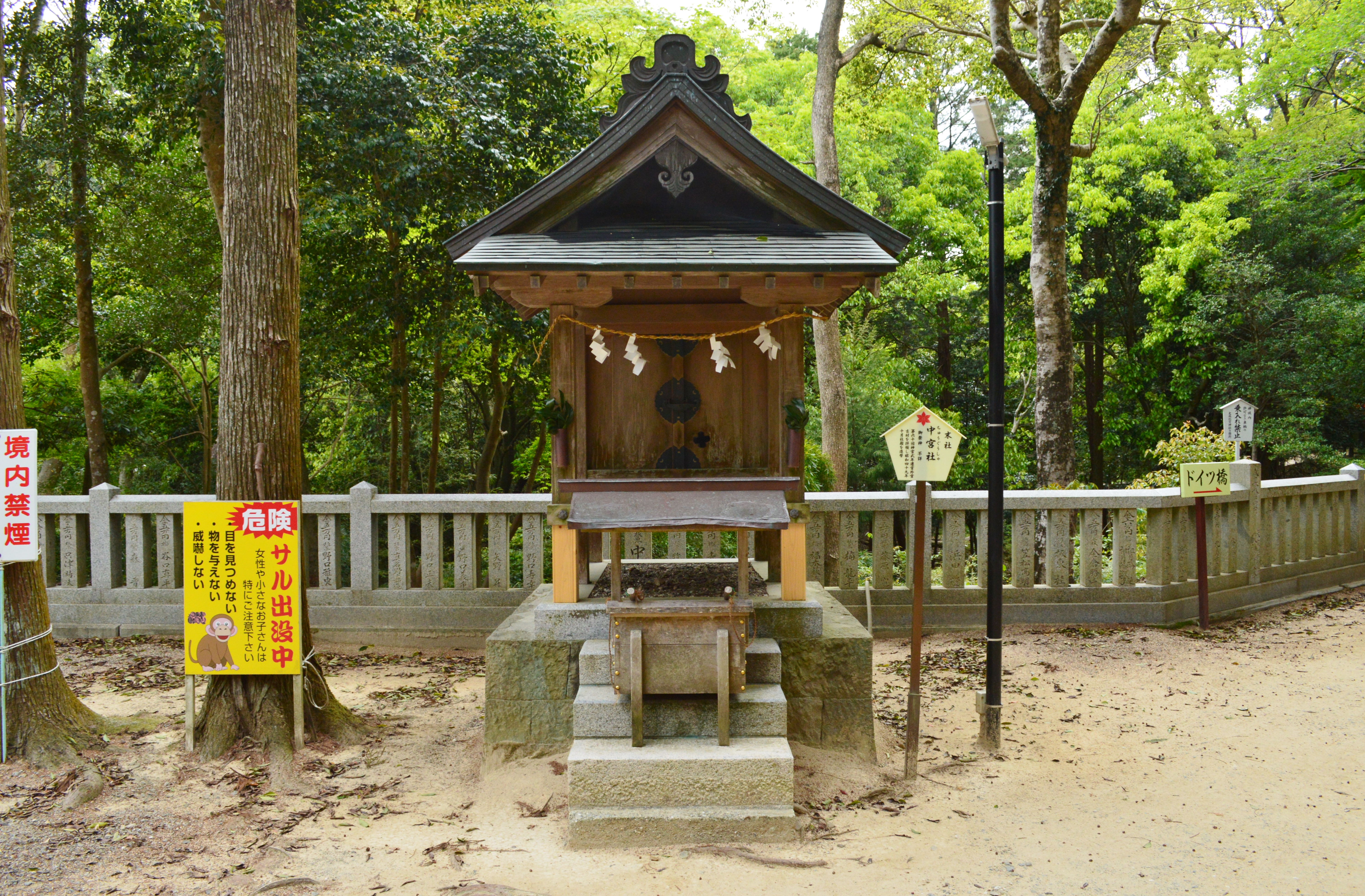
中宮社
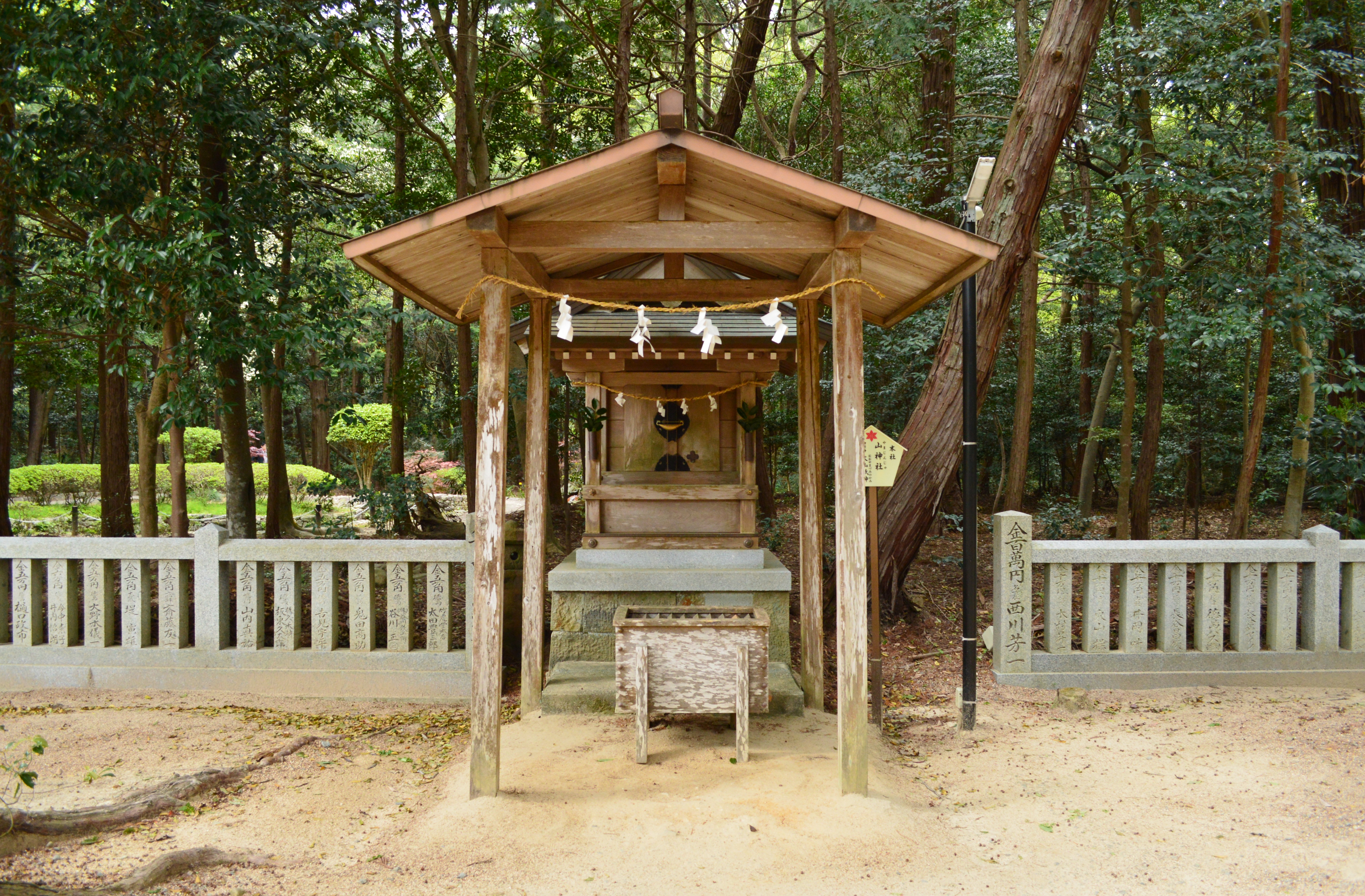
山神社
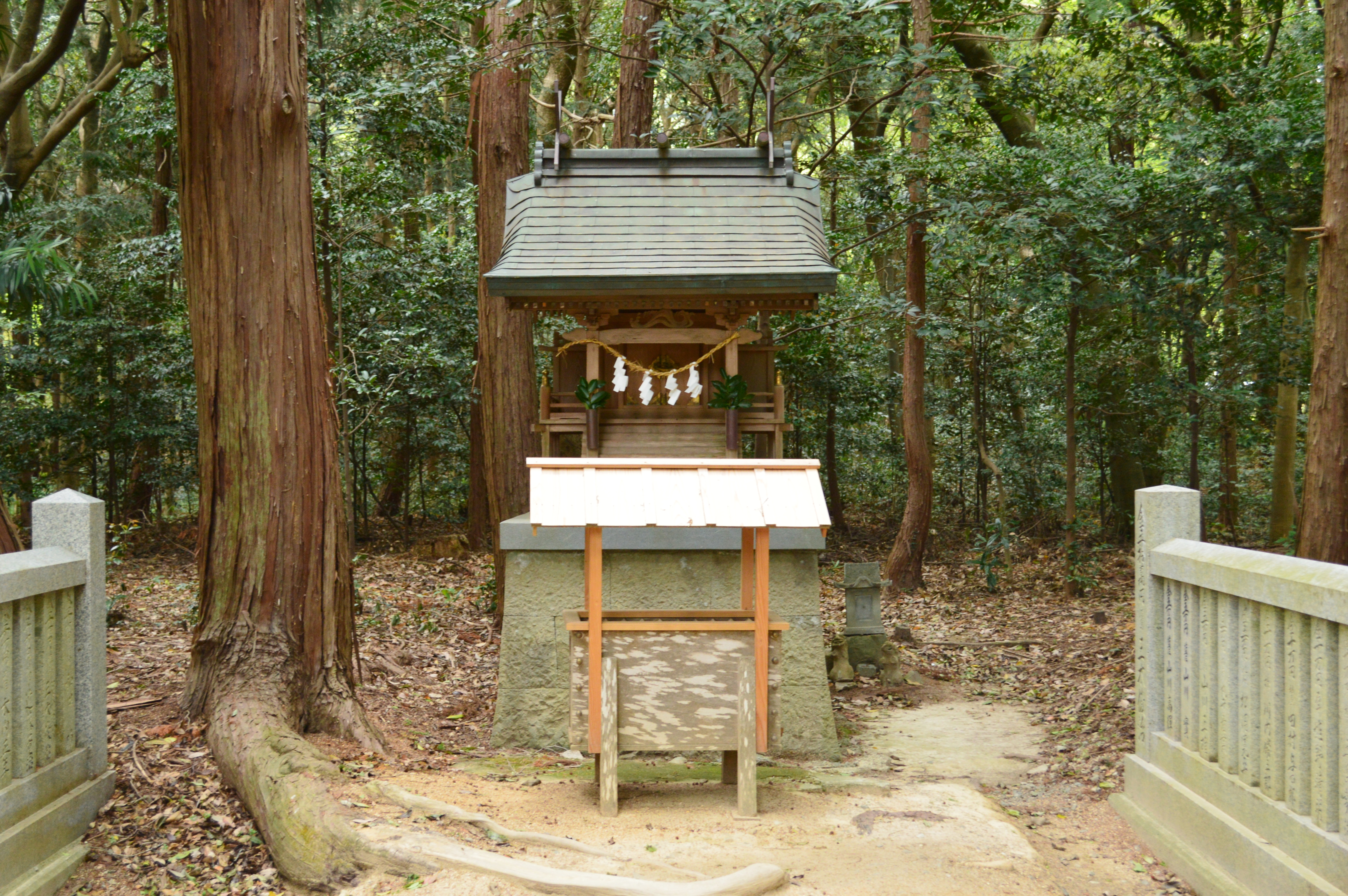
豊受社
- 丸山稲荷社
- 丸山社
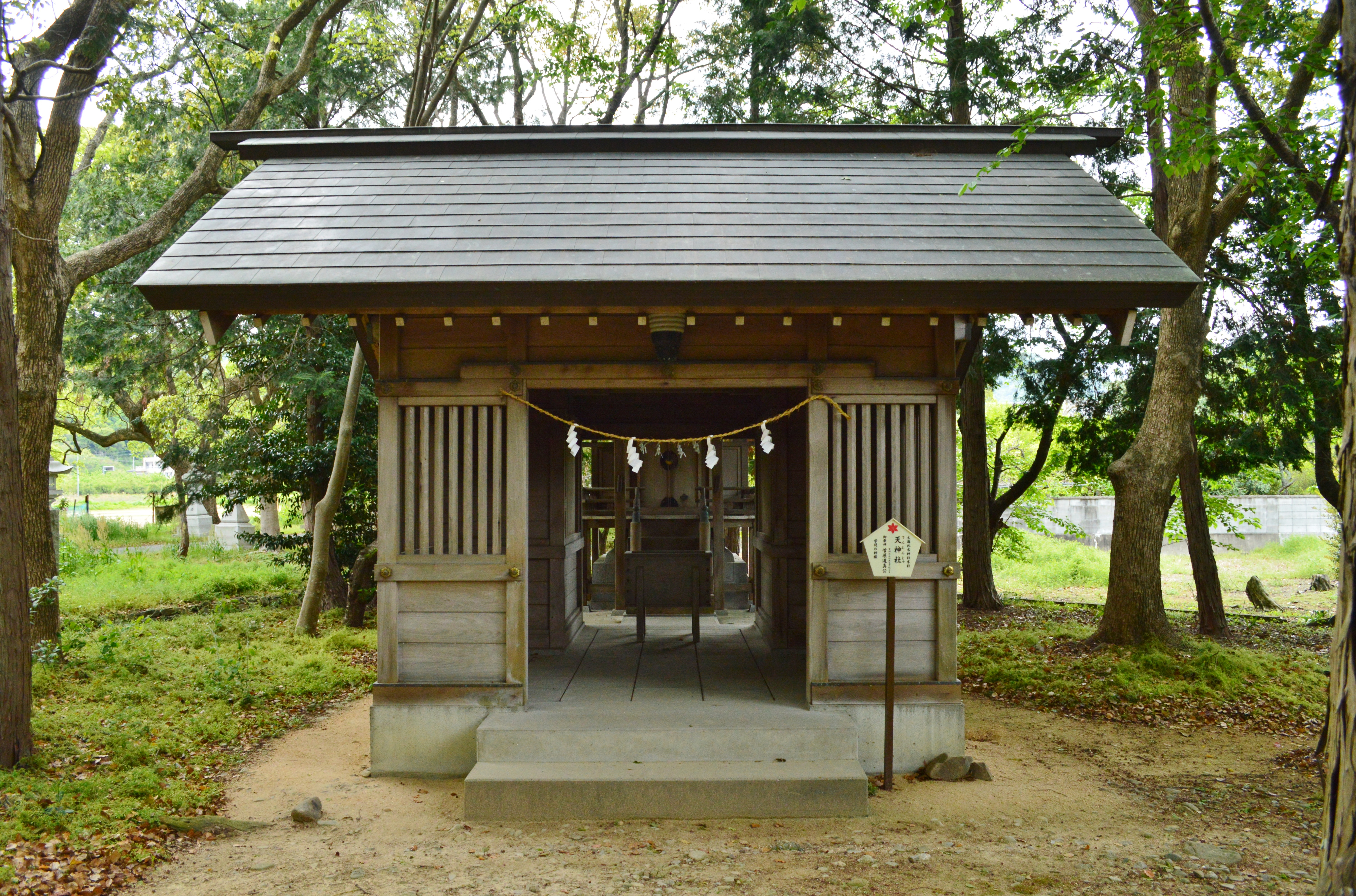
天神社
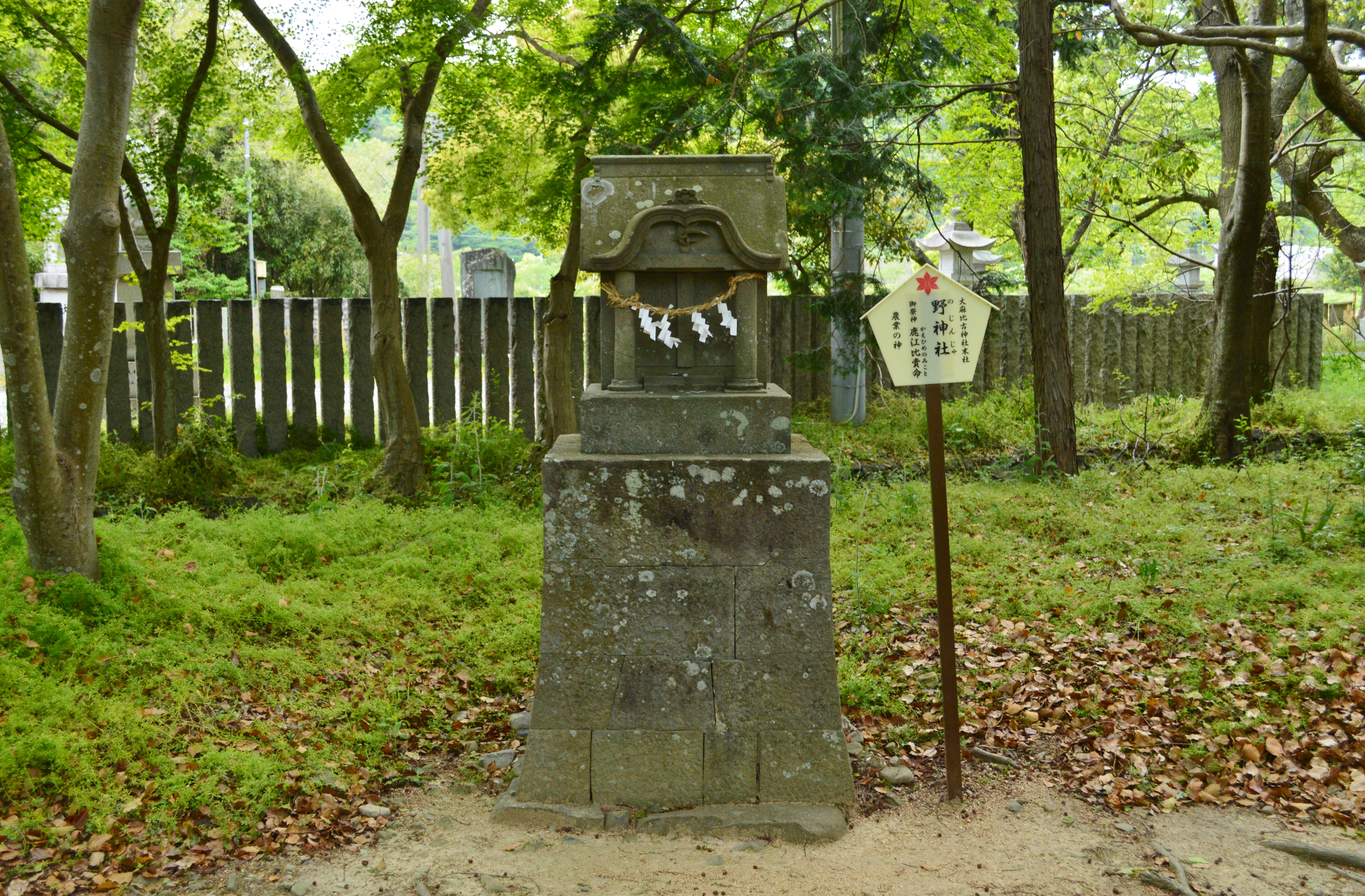
野神社

- 中宮社
- 山神社
- 豊受社
- 天神社
- 野神社

## 文化財

### 徳島県指定文化財
- 史跡
  - ドイツ橋[5]

### 鳴門市指定文化財
- 天然記念物
  - 大麻比古神社のクスノキ[6] - 樹齢千年以上とされる大楠。

## 交通アクセス
- 最寄路線バス停：徳島バス鳴門大麻線 霊山寺前から徒歩20分。
- 最寄高速バス停：高松自動車道 鳴門西バスストップから徒歩8分。
- 最寄駅：JR四国高徳線 板東駅（徒歩約25分）

## 周辺
- 鳴門市賀川豊彦記念館 - 徒歩4分。
- 道の駅第九の里 - 徒歩5分。
- 鳴門市ドイツ館 - 徒歩6分。
- ドイツ村公園 - 徒歩10分。板東俘虜収容所の跡地。
- 阿波大正浪漫 バルトの庭 - 徒歩12分。映画「バルトの楽園」のロケセットや実際の板東俘虜収容所兵舎を移築した博物館・テーマパーク。
- 霊山寺 - 徒歩12分。四国八十八箇所第一番霊場